# Schmalau (Eller)
Die Schmalau ist ein etwa 4 km langer, rechter Zufluss der Eller in Südniedersachsen und Nordwestthüringen.

## Verlauf
Die Schmalau entspringt südwestlich der Wüstung Königshagen und südlich von Scharzfeld am Fuße des Rotenberges (317 m) in Niedersachsen. Nach etwa 200 m erreicht sie die Landesgrenze zu Thüringen. Sie bleibt bis zur Mündung in die Eller bei Zwinge ein Grenzbach, an dem das ehemalige Gut Rothenberg und heutige Rothenbergshaus sowie die ehemalige Ziegelei Zwinge liegen. Kurz vor der Mündung in die Eller überquerte die stillgelegte Bahnstrecke Bleicherode–Herzberg das Gewässer.
Von 1949 bis 1990 verlief unmittelbar am Bachlauf die Innerdeutsche Grenze, heute Teil des Grünen Bandes Deutschland.